# 李和 (1926年)
李和（1926年—），男，黑龙江讷河人，中华人民共和国政治人物，曾任中共黑龙江省委常委、组织部部长，黑龙江省政协副主席。